# Skogs-Ola
Skogs-Ola (original Hard Haid Moe) är en figur i disneyserierna och skapad 1964 av Dick Kinney och Al Hubbard. Skogs-Ola är en tydlig hillbilly-kliché och bor i en stuga i skogen tillsammans med sin hund, som Ola vanligen refererar till som "rackan" eller "jycken". Bland de serieskapare som mest kom att använda Ola märks framför allt Tony Strobl. 
Skogs-Ola var under 1960- och 1970-talet en ofta förekommande figur i disneyserierna, ofta i konflikt med de övriga i persongalleriet - framför allt Kalle Anka, Kusin Knase och Joakim von Anka. Den första serien, "It's Music?", publicerades först i italienska Topolino Libretto nr 462 (ingen svensk publicering), och första gången han dök upp i Sverige var i "Busstur med busungar" i Kalle Anka & C:o 13/1966. Han är en av de mycket få karaktärer i Kalle Ankas universum som inte är ett fabeldjur, utan en faktiskt människa. 
Mot slutet av 1970-talet och under början av 1980-talet blev figuren alltmer sällan förekommande i europeiska och amerikanska serier, och var under en tid i det närmaste försvunnen från dessa produktioner. Sedan 2006 är han dock en återkommande figur i de italienska Disneyserierna. Parallellt med detta blev han populär i Brasilien, där han under 1980-talet dök upp på ett flertal omslag och i egna serier. Under åren 1987 till 1994 hade han även en egen tidning, Urtigão, uppkallad efter sig. 
 Artikeln var, i den version den hade den 12 oktober 2006, helt eller delvis hämtad från Seriewikin (hos Seriefrämjandet): Skogs-Ola